# フレットレスベース

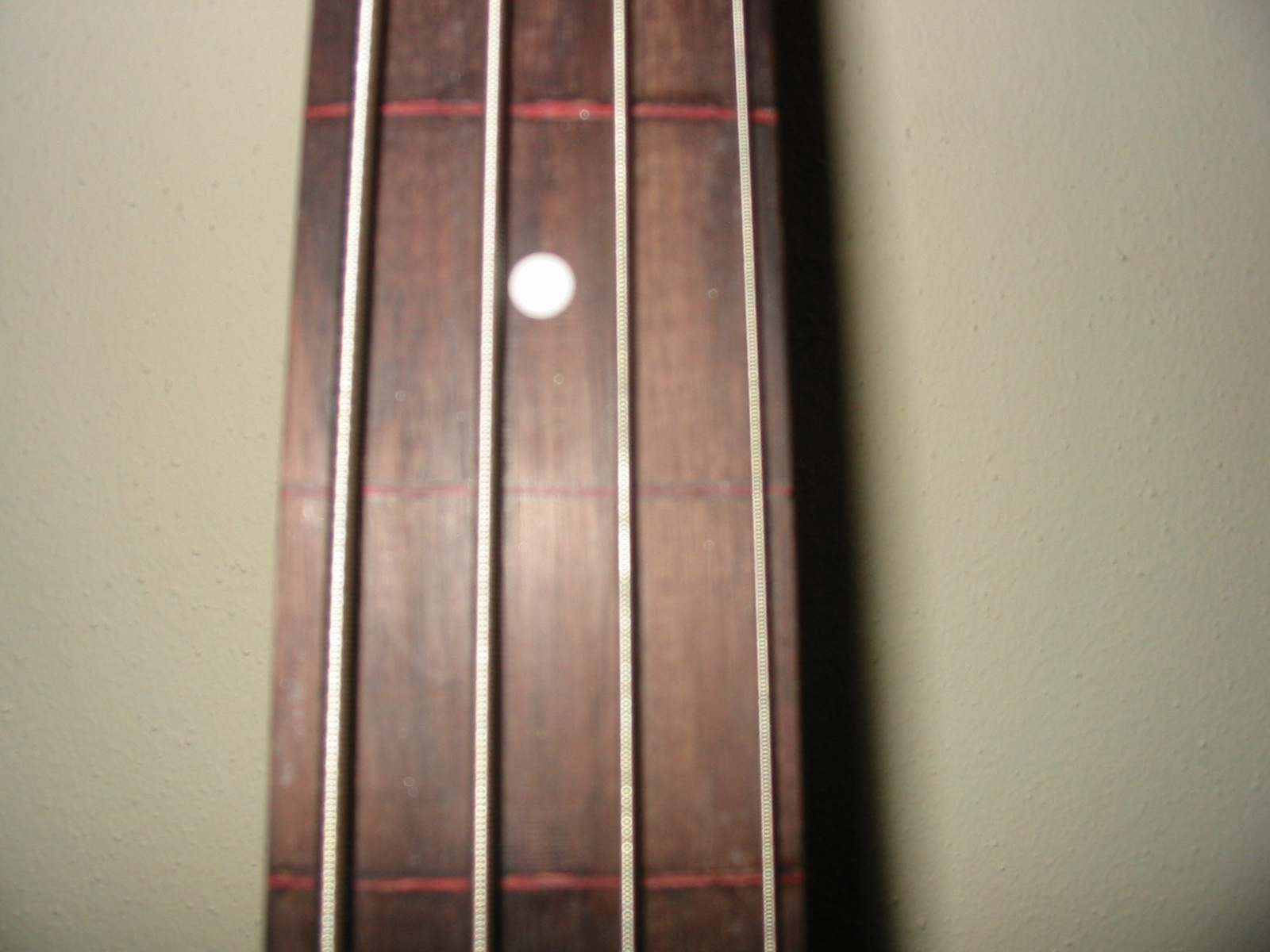
フレットレスジャズベースの一部

フレットレスベース (Fretless Bass) は、アコースティックベース及びエレクトリックベースのバリエーションの一つ。

## 概要

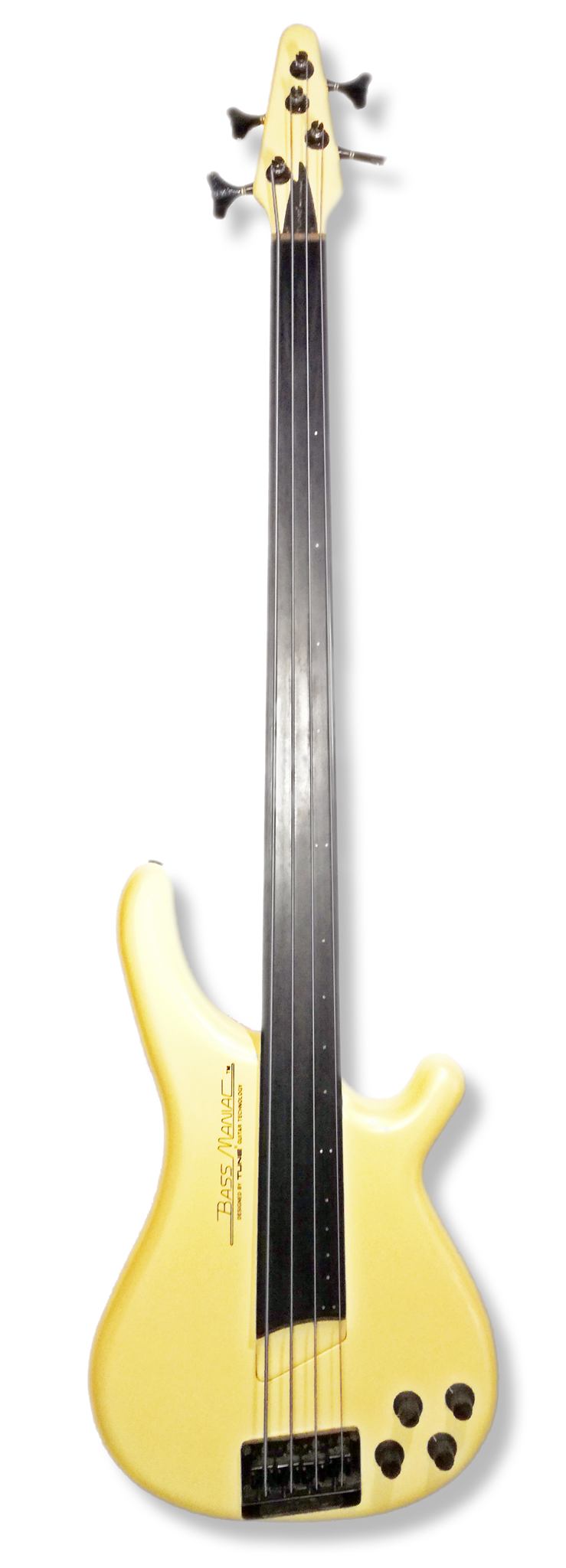
ピエゾ（圧電素子）ピックアップ仕様のフレットレスベース。音域は3オクターブ（36フレット相当）

フレットレスという名前通り、通常のアコースティックベースやエレクトリックベース（フレッテドベース）と異なり指板上にフレットがない。それ以外はフレッテッドベースと構造上の大きな違いは無く、指板上にフレットの代わりに目印となるラインが書かれている物も多い。ラインの引かれていない物はチェロやコントラバスと指板の見た目は殆ど変わらない。フレッテッドベース同様、エレクトリックのタイプとアコースティックのタイプ、多弦のタイプなど様々なバリエーションが存在する。
音を均質化するフレットが無いために左右の指の使い方でフレッテドベースに比べ多様な音色を弾き分けられるが、金属のフレットが無い関係上、音色や奏法を工夫しないと音のアタックが弱く（ブリッジ寄りのピッキングで粒立ちは得られるが、弦楽器の性質として低音は失われる）、特にロックではバラードを除いてあまり使用されない傾向にある。1970年代後半あたりから多く使用されるようになり、ジャコ・パストリアスがフレットを抜きその跡に船舶用のエポキシ樹脂を詰め込んで塗り改造したフェンダー社のジャズベースを用いて特徴を確立した。
実際の演奏上では音程の変化がさせやすいためビブラート奏法、特にヴァイオリン属と同様のクラシカル・ビブラートが多用される。また、弦に干渉するフレットが無い事を利用しハーモニクスを発生後にスライドさせるスライド・ハーモニクスも固有の技法として知られている。また、フレットが存在しない＝平均律以外の音律（ピタゴラス音律や微分音など）が表現出来る事から、西洋音階を使用しない民族音楽的なジャンルで使われる事も多い。
機材的な側面では、フレットレスとして設計開発された個体とは別に、フレッテドベースの指板を抜き調整を加える改造も一般的である。その際にはサイドポジションの移動または塗り潰しなどの処置が必要となる（目視点と音程の一致が得られない為）。また、一般的なフレットレスのイメージの代表的存在である上記のジャコ・パストリアスの様な音色を得る為には、エポキシ樹脂の様な指板塗装の工程が必須になる。これは指板に使う木材の硬軟ではなく塗料に含まれるガラス質が音色に影響している為であり、エボニーを代表とする硬質な指板材の楽器でも塗装工程の代用は出来ない。つまり、既存のフレッテドからフレットを抜けば、或いは製作時に指板材にフレットを打ち込まなければ即座にフレットレスベースになる訳ではなく（フレットが存在しないという意味では是である）、”フレッテド・ベース”とは別の”フレットレス・ベース”という体系を持つ楽器である点に留意が必要になる。

## フレットレスをメイン、または多用する主なベーシスト
- ジャコ・パストリアス
- エバーハルト·ウェーバー
- パーシー・ジョーンズ
- ジェフ・バーリン
- スティーブ・ベイリー
- アルフォンソ・ジョンソン
- ミック・カーン
- レス・クレイプール
- アラン・カーロン
- リック・ダンコ
- ピノ・パラディーノ
- マーク・イーガン
- マルコ・メンドーサ
- トニー・フランクリン
- スティング
- ヨルン・パウル・テセリン
- 今沢カゲロウ
- 沢田泰司(TAIJI)(X JAPAN)
- 櫻井哲夫
- 永井敏己
- 二宮友和(eastern youth)
- バカボン鈴木
- 水野正敏
- 諸田コウ
- 渡辺建
- 渡辺等
- 西本りみ(Poppin'Party)